# Assedio di Eltville
L'assedio di Eltville (o battaglia di Eltville) del maggio 1349 fu l'impresa militare con cui Carlo IV si assicurò il trono del Sacro Romano Impero contro il suo rivale, Günther XXI di Schwarzburg.  Era la terza volta che una successione contesa nell'Impero veniva decisa con una battaglia.
Carlo IV era stato eletto re nel 1346 in opposizione all'imperatore Ludovico IV, che morì l'anno successivo. Il 30 gennaio 1349 gli oppositori di Carlo elessero re Günther. Quest'ultimo si spostò a Francoforte, dove fu incoronato il 6 febbraio. Carlo condusse quindi un grande esercito verso il Reno e si accampò a Magonza. Le fonti non forniscono dettagli sulle sue operazioni. Pare che Günther si rifugiò a Eltville, che, secondo Matthias von Neuenburg, era una città fortificata con un castello (oppidum cum castro). Carlo indusse il figlio di Ludovico IV, Ludovico V di Baviera, ad abbandonare Günther.
Sconfitto, Günther accettò un trattato con Carlo il 26 maggio. Il 29 maggio rinunciò al suo titolo reale. In cambio i suoi sostenitori ricevettero un'amnistia ed egli ricevette un pagamento di 20.000 marchi raccolti impegnando i demani imperiali. Günther, malato, morì a Francoforte il 19 giugno, forse avvelenato durante l'assedio.